# Erdős Richárd
Erdős Richárd (Budapest, 1881. május 18. – Budapest, 1912. június 9.) operaénekes (basszus).

## Életrajza
A zsidó árvaházban nevelkedett és már gyermekkorában templomi karénekes lett. Onnan került be az Operaház kórusába, majd tanulmányait a Zeneakadémián és állami ösztöndíjjal Münchenben elvégezve, 25 éves korában az Operaház magánénekese lett mint Ney Dávid közvetlen utóda. 1911-ben a Frankfurt am Main-i operához szerződött. 1912 tavaszán a Népopera Richard Wagner-ciklusában a bayreuthi énekesekkel együtt ő is vendégszerepelt nagy sikerrel, de súlyos szívbetegsége következtében előadás közben rosszul lett és pár napra rá meghalt. Legfőbb szerepei voltak: Sarastro, Brogni, Mephisto, Hunding, Hagen, Daland, Marke, Pogner és főpap (Aida). A főünnepeken a Dohány utcai zsinagógában énekelt.
Fia, Richard Erdoes grafikus, fotóművész, író.